# Anno 1701
Anno 1701 est un jeu vidéo de gestion et de stratégie en temps réel, sorti sur PC en 2006, édité par Sunflowers, développé par Related Designs et distribué par Deep Silver. Il se déroule durant la période de l'âge d'or de la marine à voile, au moment de la colonisation des Amériques.
Une adaptation pour Nintendo DS est sortie le 8 juin 2007 en Europe.

## Déroulement du jeu
Comme ses célèbres prédécesseurs, son principe consiste à développer une colonie en subvenant à ses besoins par la mise en place d'habitations pour accueillir des colons, les faire évoluer jusqu'au statut d'aristocrates en subvenant à tous leurs besoins par l'établissement d'industries, de flottes, pour en assurer l'approvisionnement en ressources et les défendre contre les attaques de pirates et corsaires, et d'armées, pour défendre ses territoires et en conquérir de nouveaux aux dépens de ses adversaires, tout en en équilibrant les comptes pour éviter le déficit entraînant la faillite et l'abandon.
De nouvelles fonctionnalités apparaissent, telles les invasions de rats ou de sauterelles détruisant les récoltes et pillant les entrepôts, de tremblements de terre, d'ouragans et d'éruptions volcaniques aux effets dévastateurs, ainsi que le commerce avec des civilisations étrangères apportant certaines fonctionnalités sous la forme de "talents" spéciaux.

### Niveaux de civilisation
Chaque niveau de civilisation reflète le niveau de développement économique et culturel de la population du joueur.
Il existe cinq niveaux de civilisation chacun donnant accès à de nouveaux bâtiments et à de nouvelles possibilités de production. Les habitants ne passent au niveau de civilisation suivant que si leurs besoins sont satisfaits. Cependant, plus leur niveau est élevé, plus il est difficile de satisfaire leurs besoins, et donc de passer au niveau supérieur.
- Pionniers : Les pionniers sont les premiers habitants à explorer de nouvelles terres et ont des besoins de base tels que la nourriture et un centre-ville (communauté). Au cours du développement de la colonie, les pionniers réclameront deux autres biens afin de devenir des colons : du tissu et une chapelle.
- Colons : À ce stade, de nouvelles chaînes de production permettent de satisfaire les colons et de nouveaux besoins nécessaires à la progression apparaissent : l'alcool (bière et/ou rhum), le tabac et l'éducation (école).
- Citoyens : Au troisième niveau de civilisation, la ville abrite désormais des citoyens. De nouveaux besoins apparaissent, dont la satisfaction est nécessaire au développement de la colonie : l'huile à lampe, le chocolat et les loisirs.
- Marchands : Au quatrième niveau de civilisation, des marchands arrivent dans la ville. Les marchands ont besoin de bijoux et de parfums pour atteindre le niveau le plus élevé. Leur besoin de pouvoir est aussi à satisfaire via le sénat. En outre pour passer au niveau d'Aristocrates, le joueur fournit au marchand de marchandises des biens coloniaux. Ceux-ci ne peuvent être obtenus que par le commerce. Les cultures étrangères possèdent chacune un bien colonial différent :
  - Ivoire (Indiens)
  - Jade (Chinois)
  - Fourrures (Iroquois)
  - Talismans (Aztèques)
- Aristocrates : Les aristocrates mènent une vie aisée et réagissent avec sensibilité si leurs besoins en biens coloniaux ne sont pas satisfaits. Si le joueur parvient à atteindre un certain nombre d'aristocrates dans la ville et qu'il dispose de suffisamment de biens coloniaux, il peut bâtir des constructions prestigieuses tels que le château et le phare. Ces constructions de prestige ont un effet positif sur l'humeur de la population.

### Cultures étrangères
Les cultures étrangères habitent des îles qu'elles ne quittent jamais. Elles sont toutefois prêtes à établir des relations diplomatiques avec les autres habitants du monde pour faire du commerce avec eux. Ces tributs accordent leur confiance aux joueurs qui leur en paraissent dignes et proposent la fraternisation. Cela confère des avantages commerciaux spéciaux, comme la possibilité d'acheter des biens coloniaux et d'accéder aux compétences spéciales de ces tribus.
Les cultures étrangères suivantes existent :
- Les Asiatiques
- Les Aztèques
- Les Indiens
- Les Iroquois
- Les Pirates

### Diplomatie secrète
Les actions spéciales aident les joueurs dans ces entreprises, et les actions secrètes permettent de handicaper les joueurs IA ou les joueurs humains, mais pas les cultures étrangères.
Après la construction d'un pavillon, il est possible de rechercher toutes les activités secrètes à l'école ou à l'université.
Les actions spéciales suivantes sont disponibles :
- Les Vivres réduisent les demandes de marchandises de la population durant une durée limitée.
- Le Maître artificier permet de faire exploser les rochers gênants, pour libérer de l'espace de construction.
- La Croisade augmente la force des unités militaires.

Les activités secrètes suivantes sont disponibles :
- L'Espion se charge de découvrir des informations importantes concernant d'autres joueurs.
- Le Démagogue permet d'interrompre la production de marchandises d'un adversaire.
- Le Saboteur est un spécialiste qui permet d'interrompre la collecte de marchandises d'un adversaire.
- Le Traitre persuade les troupes ennemies de changer de camp.
- Le Révolutionnaire incite la population à manifester et à se rebeller. Des émeutes s'ensuivent.
- L'Empoisonneur contamine les puits des colonies adverses et y provoque des épidémies de peste.
- L'Artificier réduit les bâtiments des joueurs adverses en ruines.
- Le Voleur à la tire dépouille les joueurs adverses.
- La Flatterie est une option permettant d'améliorer la réputation auprès des joueurs.

### Évènements
Il existe une extension pour Anno 1701 (la Malédiction du Dragon) qui ajoute une campagne de 11 missions différentes et un éditeur de carte.

#### Invités de marques
Le joueur peut recevoir la visite de différents invités de marque. Ils apportent avec eux des cadeaux et des présents qui ont pour but d'améliorer le niveau de satisfaction de la population.
Il y a neuf invités de marque différents, y compris la Reine :
- L'Armurier fabrique des outils et vous aide à développer au mieux la colonie.
- Le Chariot à bière approvisionne gratuitement en bière les habitants, pendant toute la durée de son passage dans la colonie, en plus d'augmenter les réserves d'alcool.
- Le Prêcheur itinérant vend des lettres d'indulgence qui augmentent le trésor du joueur.
- L'Inventeur apporte ses connaissances à la ville tout en divertissant la population avec ses expériences. De plus, les projets de recherches prennent moins de temps, pour toute la durée de sa présence dans le centre-ville.
- Le Capitaine réduit les coûts de construction des navires.
- La Compagnie des saltimbanques augmente le niveau de satisfaction de la ville pendant toute la durée de leur spectacle.
- Le Commandant assiste dans la construction des unités. Dans ce cas, toutes les unités militaires coûtent moins cher.
- L'Évêque fait un sermon dans le centre-ville. Il protège la ville des catastrophes qui la menacent.
- La Reine vous aide financièrement quand votre réserve d'or est au-dessous de zéro. En contrepartie, au niveau de civilisation des Aristocrates, elle vous demandera, à quatre reprises, deux tiers de votre réserve d'or. Un refus de cette demande sera sanctionné par l'envoi d'une flotte de bataille de plus en plus importante. Après avoir donné votre or et / ou vaincu les flottes royales, la reine vous rendra visite pour déclarer votre Indépendance. Cette célébration est accompagnée d'une nuit et d'un feu d'artifice.

#### Catastrophes
De temps en temps, des catastrophes viennent troubler la vie paisible que la population mène sur l'île. Elles se déclenchent aléatoirement et ont des effets dévastateurs sur les bâtiments et la population. Les catastrophes différentes sont les éruptions volcanique, les tornades, la peste, les incendies et les tremblements de terre. De plus, lorsque vos entrepôts sont pleins, il arrive que des rats dévorent vos surplus. Dans l'extension, (Anno 1701 : la Malédiction du Dragon) il tombe parfois même des pluies de météorites.

### Joueurs IA
Les personnages de difficulté facile:
- Comtesse Agatha von Thielen
- Hendrik Jorgensen
- Randolph McCrane
- Victor LeRoi
- Hanna Marell

Les personnages de difficulté normale:
- Carmen Marquez
- Comte Winfried von Shallert
- François Bataille
- Gustav Eichendorff

Les personnages de difficulté élevée:
- Emilio Castelli
- Prince Igor Yegorov
- Madame Nadasky

## Accueil
| Anno 1701             |      |        |
| Média                 | Pays | Notes  |
| GameSpot              | US   | 76 %   |
| Gamekult              | FR   | 7/10   |
| IGN                   | US   | 82 %   |
| Jeuxvideo.com         | FR   | 16/20  |
| Joystick              | FR   | 6/10   |
| Compilations de notes |      |        |
| Metacritic            | US   | 79 %   |
| GameRankings          | US   | 78,3 % |